# ضياء الأسدي
ضياء نجم عبد الله الاسدي هو سياسي عراقي يشغل منصب منصب الامين العام لكتلة الأحرار في مجلس النواب العراقي.

## السيرة الذاتية
ولد في محافظة البصرة عام 1969، درس اللغة الإنجليزية في كلية التربية بجامعة البصرة وتخرج الأول على دفعته عام 1992 وعين مساعد باحث في الجامعة لمدة 3 سنوات. حصل على الماجستير بتفوق وعمل أستاذا في جامعة البصرة لمدة 3 سنوات.
تعرض للاعتقال عام 1999 عقب اغتيال السيد محمد صادق الصدر ثم أطلق سراحه عام 2000 وسافر بعدها للأردن ثم عاد إلى العراق عام 2004، أي بعد سقوط النظام السابق. هذا وقد عاد إلى مزاولة مهنة التدريس في قسم اللغة الإنجليزية لغاية عام 2007، وحصل على زمالة في قسم التنمية الدولية في جامعة برمنغهام في إنجلترا.
وقد رشح وزيرا للدولة عام 2010 لكنه أحيل إلى التقاعد بعد قرار الترشيق الحكومي عام 2011.
في أكتوبر 2011، انتخب أمينا عاما لكتلة الاحرار خلفا للنائب أمير الكناني.